# ジン・ロン
ジン・ロン（Long Jin、1983年10月24日 - ）は、中国の自転車競技（ロードレース）選手。